# Miya Tachibana
Miya Tachibana (Ōtsu, 12 de dezembro de 1974) é uma ex-nadadora sincronizada japonesa, medalhista olímpica por cinco oportunidades.

## Carreira
Miya Tachibana representou seu país nos Jogos Olímpicos de 1996 a 2004, ganhando a medalha de prata no dueto e equipes em 2000 e 2004, e bronze em 1996 por equipes. 